# 朴志玹
朴志玹（：／ Park Ji-hyun；1996年3月29日—），大韩民国記者，因調查N号房事件而出名，後加入共同民主党。2022年宋永吉因執政黨總統選舉敗選而請辭黨代表後，朴志玹在尹昊重的邀請下與之共同出任非常對策委員會長（臨時黨魁），隨後於同年6月因地方選舉民主黨敗選，隨尹昊重等黨務高層集體請辭。